# Bashir Al-Fellah
Bashir Ali Al-Fellah (arab. بشير علي الفلاح; ur. 1960) – libijski lekkoatleta, olimpijczyk.
Al-Fellah wystąpił na Letnich Igrzyskach Olimpijskich 1980 w jednej konkurencji. Znalazł się w składzie libijskiej sztafety 4 × 400 m (wraz z Salemem El-Marginim, El-Mehdim Sallahem Diabem i Ahmedem Mohamedem Salloumą), która zajęła 6. miejsce w swoim biegu eliminacyjnym, nie awansując do finału zawodów.
Medalista międzynarodowych imprez. W 1980 roku zdobył tytuł wicemistrza igrzysk islamskich w biegu na 400 m (49,45 s). W tej samej konkurencji został srebrnym medalistą mistrzostw Maghrebu w 1981 roku (47,9 s).
Rekord życiowy w biegu na 400 m – 47,6 s (1981).